# Sheila García
Pour les articles homonymes, voir Garcia.
Sheila García, née le 15 mars 1997 à Yunquera de Henares, est une footballeuse internationale espagnole qui joue comme défenseure latérale droite pour le Real Madrid CF en Liga F.
Elle évolue également avec l'équipe nationale d'Espagne depuis 2019.

## Biographie

### Carrière en club
Née en Castille-La Manche, elle commence sa carrière officielle dans le club Dinamo Guadalajara.
En 2016, elle rejoint le club de Liga F Rayo Vallecano. Positionnée en tant qu'attaquante pour ce club, elle est la joueuse la plus influente du Rayo Vallecano lors de la saison 2018-2019.
À l'été 2021, elle signe pour le club de l'Atletico de Madrid, où elle remporte son premier titre domestique avec la Coupe de la Reine en 2023.

### Carrière internationale
Sheila García fait ses débuts 
avec l'équipe nationale sénior espagnole en mai 2019 contre l'Cameroun (victoire 4-0).
Jorge Vilda, le sélectionneur de l'Espagne, l'inclut dans la liste des joueuses 
pour l'Euro 2022. Elle y dispute quatre rencontres.
À l'inverse, García se blesse au genou en avril 2023, ce qui la contraint à un forfait pour la Coupe du monde 2023.

## Palmarès
Atletico de Madrid
- Vainqueure de la Coupe de la Reine en 2023.